# Call Me by Your Name
Call Me by Your Name ist ein Spielfilm von Luca Guadagnino aus dem Jahr 2017. Das romantische Drama basiert auf dem 2007 erschienenen gleichnamigen Roman von André Aciman (deutsch: „Ruf mich bei deinem Namen“) und erzählt von der Affäre zwischen einem 17-jährigen Jugendlichen (dargestellt von Timothée Chalamet) und einem 24-jährigen US-Amerikaner (Armie Hammer) nach einer Begegnung in einem Sommer im Italien der 1980er-Jahre.
Der Film hatte am 22. Januar 2017 im Rahmen des Sundance Film Festivals Premiere. In Deutschland wurde Call Me by Your Name am 13. Februar 2017 in der Sektion Panorama der 67. Berlinale erstmals vorgestellt. Der US-amerikanische Kinostart erfolgte am 24. November 2017, der in Deutschland und den deutschsprachigen Teilen der Schweiz am 1. März 2018.
Zur Oscarverleihung 2018 wurde Call Me by Your Name als bester Film nominiert, zudem Timothée Chalamet als bester Hauptdarsteller. James Ivory wurde mit einem Oscar für das beste adaptierte Drehbuch ausgezeichnet. Außerdem erhielt Mystery of Love eine Nominierung als bester Filmsong.

## Handlung
Norditalien im Sommer 1983: Der 17-jährige Elio lebt mit seinen Eltern in einer Villa auf dem Land. Die Familie ist jüdisch und sehr gebildet, auch ist Elio mehrsprachig aufgewachsen. Sein amerikanischer Vater ist Professor für Archäologie und forscht über antike Skulpturen. Zu seinen Eltern pflegt Elio ein inniges Verhältnis. Er vertreibt sich die Zeit mit Klavierspielen, Bücherlesen und Schwimmengehen. Häufiger trifft er sich mit der gleichaltrigen Französin Marzia, mit der er sich eine Beziehung vorstellen könnte.
Wie jedes Jahr nimmt Elios Vater für rund sechs Wochen einen Doktoranden bei sich auf, der ihm bei der Forschungsarbeit assistieren soll. Diesen Sommer handelt es sich um den 24-jährigen Amerikaner Oliver, der Neuengländer und ebenfalls jüdischer Abstammung ist. Elio muss Oliver sein Zimmer abtreten. Der Sohn des Professors findet den selbstbewusst auftretenden und scheinbar sorgenlosen Amerikaner anfänglich arrogant. So amüsiert er sich über Olivers kurze Verabschiedungsfloskel „Later“ („später“, in der deutschen Synchronisation „Wir sehen uns“).
Elio wird von seinen Eltern gebeten, Oliver die Gegend zu zeigen. Allmählich freunden sich die beiden an. Der gewandte Oliver findet zu Elios Verwunderung schnell Zugang zu den Einwohnern der in der Nähe gelegenen Kleinstadt. Auch gewinnt er die Gunst der Mädchen des Ortes. Als Oliver mit einem der Mädchen namens Chiara auf einer Tanzfläche anbandelt, muss Elio registrieren, dass er darauf mit Eifersucht reagiert. Er empfindet verstärkt verwirrende und intensive Gefühle für Oliver. So schleicht er sich einmal in sein Zimmer und riecht an seiner Unterwäsche. Bei einem Gewitter liest Elios Mutter ihm aus einem Gedicht von Margarete von Navarra vor, in dem der verliebte Ritter Armadour fragt: „Was ist besser, zu reden oder zu sterben?“ Elio beginnt daraufhin zögerliche Annäherungsversuche.
Bei einem Ausflug an einen See versucht Elio, Oliver zu verführen. Oliver geht zunächst auf die Avancen ein, zieht sich dann aber zurück. Offenbar plagen ihn ein schlechtes Gewissen und die Furcht öffentlicher Bloßstellung davor, ein schwules Verhältnis mit dem deutlich jüngeren Sohn seines Vorgesetzten zu führen. Während Oliver tagelang nicht mehr mit ihm redet, trifft sich Elio wieder häufiger mit Marzia, und die beiden haben ihren ersten Sex miteinander. Über kurze Briefwechsel nähern sich Elio und Oliver wieder einander an und vereinbaren ein nächtliches Treffen.
Die beiden schlafen miteinander, halten ihre Beziehung aber geheim. Auch gewöhnen sie sich beim Sex an, sich gegenseitig mit ihrem eigenen Vornamen anzusprechen (englisch Call me by your name ‚Nenn mich bei deinem Namen‘). Beide bedauern, dass sie sich nicht schon eher ihre Gefühle füreinander eingestanden haben, da bereits Olivers Abschied naht. Elio wird von intensiven Gefühlen heimgesucht und masturbiert einmal in einen Pfirsich. Als Oliver wenig später ins Zimmer kommt und den Pfirsich sieht, amüsiert er sich zunächst, tröstet dann aber Elio, als dieser in Tränen ausbricht. Parallel vernachlässigt Elio den Kontakt zu Marzia, die sich in ihn verliebt hat. Ihre Gefühle werden nicht erwidert, aber sie und Elio erklären sich später, in ewiger Freundschaft verbleiben zu wollen.
Als Oliver in die USA zurückkehren muss, darf Elio ihn die letzten Tage zu einer Reise nach Bergamo begleiten. Bei der Rückkehr nach Hause trauert Elio seiner ersten großen Liebe nach. In einem persönlichen Gespräch lässt Professor Perlman seinen Sohn wissen, dass er über die Art der Beziehung zu Oliver Bescheid weiß, und stellt die Besonderheit der Freundschaft zwischen Elio und Oliver heraus. Er sei in seiner Jugend selbst einer ähnlich intensiven Liebe nahegekommen, habe seine Gefühle aber nicht ausgelebt. Der einfühlsame Professor erteilt Elio den Ratschlag, für eine lebendige Zeit im menschlichen Dasein auch die schmerzhaften Gefühle zu akzeptieren, da ansonsten drohe, mit zunehmendem Alter gar nichts mehr zu fühlen.
Monate später zur Zeit des Lichterfestes erhält die Familie einen Anruf von Oliver aus den USA. Nach anfänglichem Smalltalk erfährt Elio, dass Oliver verlobt ist und wohl bald heiraten wird. Nachdem seine Eltern Oliver gratuliert haben und Elio das Telefon wieder überlassen, gestehen sich die beiden, wie sehr sie sich vermissen, und sprechen sich wie während ihrer Liebe im Sommer mit ihren eigenen Namen an. Während im Haushalt gerade ein Essen vorbereitet wird, starrt Elio auf das Kaminfeuer. Er erinnert sich wieder an den vergangenen Sommer mit Oliver und beginnt zu weinen.

## Produktion

### Literarische Adaption und Vorproduktion

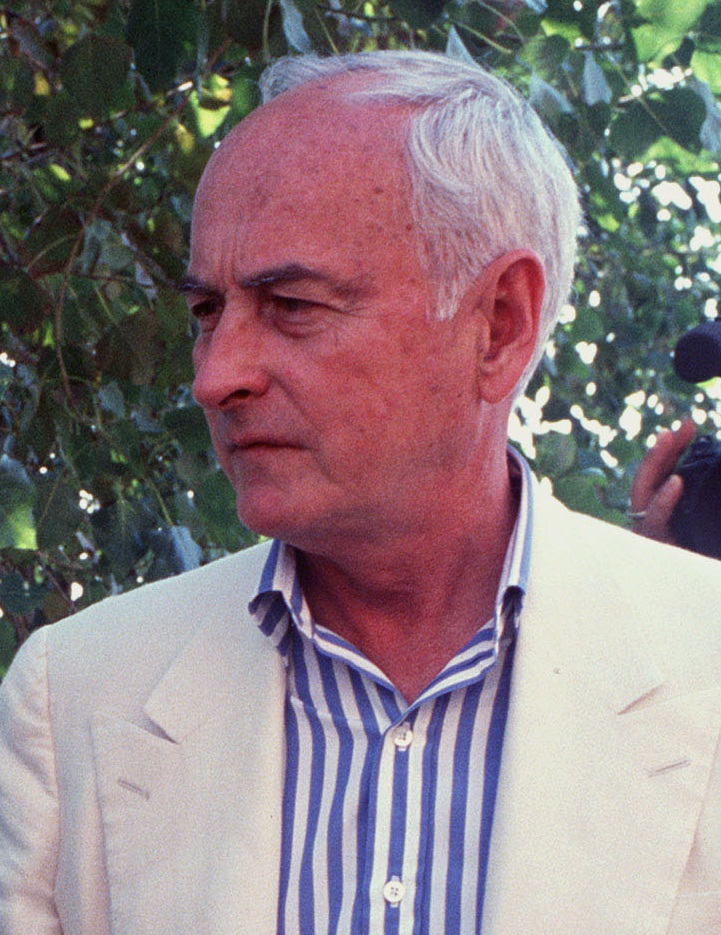
James Ivory (1991)

Der Film basiert auf dem 2007 erschienenen Debütroman Ruf mich bei deinem Namen (Originaltitel Call Me by Your Name) des Literaturwissenschaftlers André Aciman. Bereits kurz vor der Romanveröffentlichung hatten die Produzenten Peter Spears und Howard Rosenman die Filmrechte erworben, kamen allerdings mit der Entwicklung des Films nicht voran. Später holten sie ihren New Yorker Nachbarn, den bekannten Regisseur James Ivory, hinzu, der als Mitproduzent und Drehbuchautor des Films fungierte. Luca Guadagnino stieg in das Projekt ein, sollte allerdings zunächst nur nach passenden Drehorten suchen. Ivory schrieb das Drehbuch zum Großteil im Jahr 2014 nieder, wobei Guadagnino und dessen langjähriger Filmeditor Walter Fasano in die Entwicklung des Drehbuchs eingebunden waren und später noch ein paar Änderungen vornahmen.
Zeitweise überlegten Guadagnino und Ivory, gemeinsam Regie zu führen, doch die Finanziers des Films sahen zwei Regisseure wegen potenzieller Streitereien kritisch. Ivorys Ideen für den Film wurden außerdem als zu kostspielig abgelehnt. Daraufhin überließ Ivory die alleinige Regie Guadagnino, der den Finanziers versprach, den Film wesentlich günstiger drehen zu können. Ivory erhielt alleine den Credit für das Drehbuch und zeigte sich später weitgehend zufrieden mit dem Film. Er kritisierte aber, dass Guadagnino im Gegensatz zu seinem Drehbuchentwurf auf komplette Nacktheit der beiden Hauptdarsteller verzichtet hatte und sah das als Rücksichtnahme auf amerikanische Prüderie. Ivory hatte bereits in den 1980er-Jahren in einigen seiner Filme wie Maurice männliche Nacktheit gezeigt. Guadagnino verteidigte sich mit dem Hinweis, dass er in seinen früheren Filmen durchaus Nacktheit eingesetzt habe, um „alle Arten von Emotionen“ auszulösen, sie ihm aber in diesem Fall „komplett irrelevant“ erschienen sei.
Die Umsetzung erwies sich als anspruchsvoll, da der Roman aus der Ich-Perspektive das Innenleben der Hauptfigur Elio schildert, was in der filmischen Form schwierig umzusetzen ist. Das Drehbuch versuchte, nicht nur durch Dialoge, sondern vor allem durch gemächliche und teilweise schweigsame Szenen, die beispielsweise durch visuelle Metaphern die Stimmungen der Figuren ausdrücken, zu funktionieren. Im Gegensatz zum Film treffen Elio und Oliver in der literarischen Vorlage zwei Jahrzehnte nach ihrer ersten Begegnung in Italien wieder aufeinander. Elio erinnert sich an die Zeit seiner ersten Begegnung mit dem mittlerweile verheirateten Familienvater. Ivory erklärte das Auslassen der späteren Begegnung damit, dass er den Film mehr auf die zentrale Begegnung im Sommer fokussieren wollte. Das universale Thema des Films sei für ihn die erste Liebe. Ein von Ivory in seinem Drehbuchentwurf geplanter Erzähler in dritter Person wurde nicht übernommen und Guadagnino äußerte, dass man auch keine Erzählerstimme des älteren Elio haben wollte, da der Film komplett in der Gegenwart eines Sommers situiert sein sollte. Auch übernahm Ivory mehrere Nebenfiguren und einige Ereignisse aus dem Roman nicht in das Drehbuch, um eine inhaltliche Überfrachtung zu verhindern. Elios Vater ist in Acimans Roman ein klassischer Gelehrter am Schreibtisch, im Film wurde er zu einem Archäologen gemacht – dadurch konnte die Figur im Film aktiver wirken, zudem verknüpfen sich die antiken Männerstatuen thematisch mit der Haupthandlung. Guadagnino liebte die Idee, wie die Entdeckung einer aus dem See und aus der Vergangenheit gehobenen Statue die beiden Hauptcharaktere näherkommen lässt und so Gegenwart wie Zukunft beeinflusst.

### Guadagninos Stil und Themen

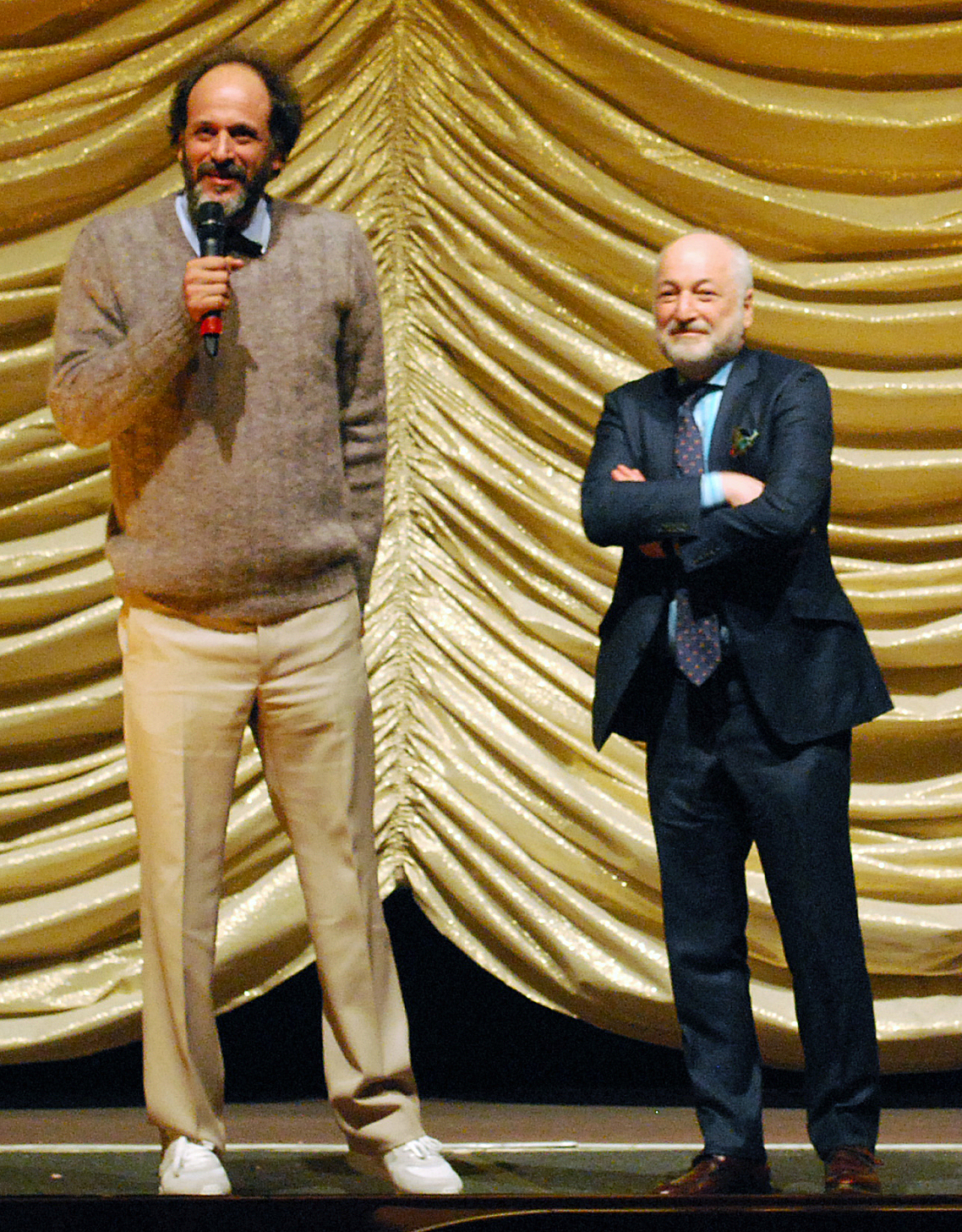
Luca Guadagnino und André Aciman bei der Berlinale 2017

Guadagnino sagte über Call Me by Your Name: „Es ist ein Film über die unerbittliche Kraft des Verlangens und der Liebe, und auf welchen Wegen er oder sie diese finden können.“ Er sah den Film als Abschluss einer Filmtrilogie über Verlangen, nachdem er sich mit diesem Thema bereits in seinen Filmen I Am Love (2009) und A Bigger Splash (2015) beschäftigt hatte. Im Gegensatz zu den vorherigen Filmen sollte der Zuschauer allerdings vor allem das Idyll einer Jugendliebe entdecken. Er habe zunächst nicht die Regie führen wollen, dann aber die Chance interessant gefunden, die Fehler vieler anderer Coming-of-Age-Filme zu vermeiden. Die meisten solcher Filme würden moralische Dilemmas erschaffen, durch die ihre Figuren wachsen sollen, etwa dass man zwischen zwei Liebhabern wählen müsse. Er benannte Maurice Pialats Jugendfilm Auf das, was wir lieben als Beispiel, wie man Figuren aus Fleisch und Blut in den Mittelpunkt stellen kann, anstatt in die Falle typischer Narrative zu gehen oder ausschließlich dreiaktige Perspektiven zu verwenden. Im Gegensatz zu seinen früheren Filmen wollte er keine Antagonisten, Aggressionen oder Tragödien einbauen, sondern „zwei Menschen in dem Moment“ in einem Stil von Einfachheit und Direktheit abbilden.
Call Me By Your Name sei auch eine „Hommage an die Väter meines Lebens: meinen eigenen Vater, und meine filmischen: Renoir, Rivette, Rohmer, Bertolucci“. Guadagnino bezeichnete Renoirs Eine Landpartie als „Alpha und Omega“ seines Filmes, nicht nur wegen der ländlichen Liebe, sondern weil sich – auch dank den Bünden innerhalb der Familie und deren Kapazität – Figuren „durch unsichtbare Bünde“ vereinigen können und daran wachsen würden. Es sei ein „erhebender Film, weil er darüber handelt, wer du sein willst, und darüber, dich in dem Blick des Anderen und in seiner oder ihrer Andersheit zu finden“. Er habe die Homosexualität seiner Charaktere nicht als Problem in den Mittelpunkt gerückt, da er zeigen wolle, wie Liebe auch das Beste in dem Menschen hervorbringen kann. Obwohl er sich als schwuler Mann dem Vorhandensein von Homophobie bewusst sei, könne die ständige Darstellung von unterdrückten Homosexuellen die Idee der Unterdrückung möglicherweise noch befeuern. Diskriminierung oder auch Sexszenen seien ihm weniger wichtig gewesen, stattdessen gehe es um eine „kraftvolle Universalität (…) dass die andere Person dich schön macht – dich erleuchtet, dich erhebt.“ Entsprechend der Idee einer Universalität besitzen die Figuren multiethnische Identitäten, beschäftigen sich mit verschiedenen Zeitepochen und kommunizieren in verschiedenen Sprachen – viele Elemente, etwa die antiken Statuen oder die Verwendung der Sprachen, sind emotional oder symbolisch aufgeladen.
Während Acimans Buch im Jahr 1987 angesiedelt ist, verlegte Guadagnino die Handlung in den Sommer 1983 – ein Jahr, in dem der Geist der freizügigen 1970er-Jahre in Italien langsam geendet sei und Konformität wieder stärker Einzug gehalten habe, außerdem AIDS noch nicht so präsent war. Trotz des Idylls sei der Film nicht unpolitisch, betonte Guadagnino. So sind im Hintergrund der Filmhandlungen Anspielungen an die 1983 neu vereidigte, später der Korruption überführte Regierung von Bettino Craxi enthalten und einmal ist Beppe Grillo, damals Satiriker und später Chef der populistischen Fünf-Sterne-Bewegung, im Fernseher der Familie zu sehen. Die Unvoreingenommenheit der Figuren sei ebenfalls schon politisch: „Keiner wendet moralische Codes an, die von Religion oder Herkunft beeinflusst sind. Alle hören darauf, wer man ist und was man fühlt. Ich glaube auch daran, dass man Verlangen nicht wegsperren kann. In diesem Film geht es nicht vordergründig um Homosexualität, sondern darum, ehrlich damit umzugehen, was man begehrt.“

### Besetzung

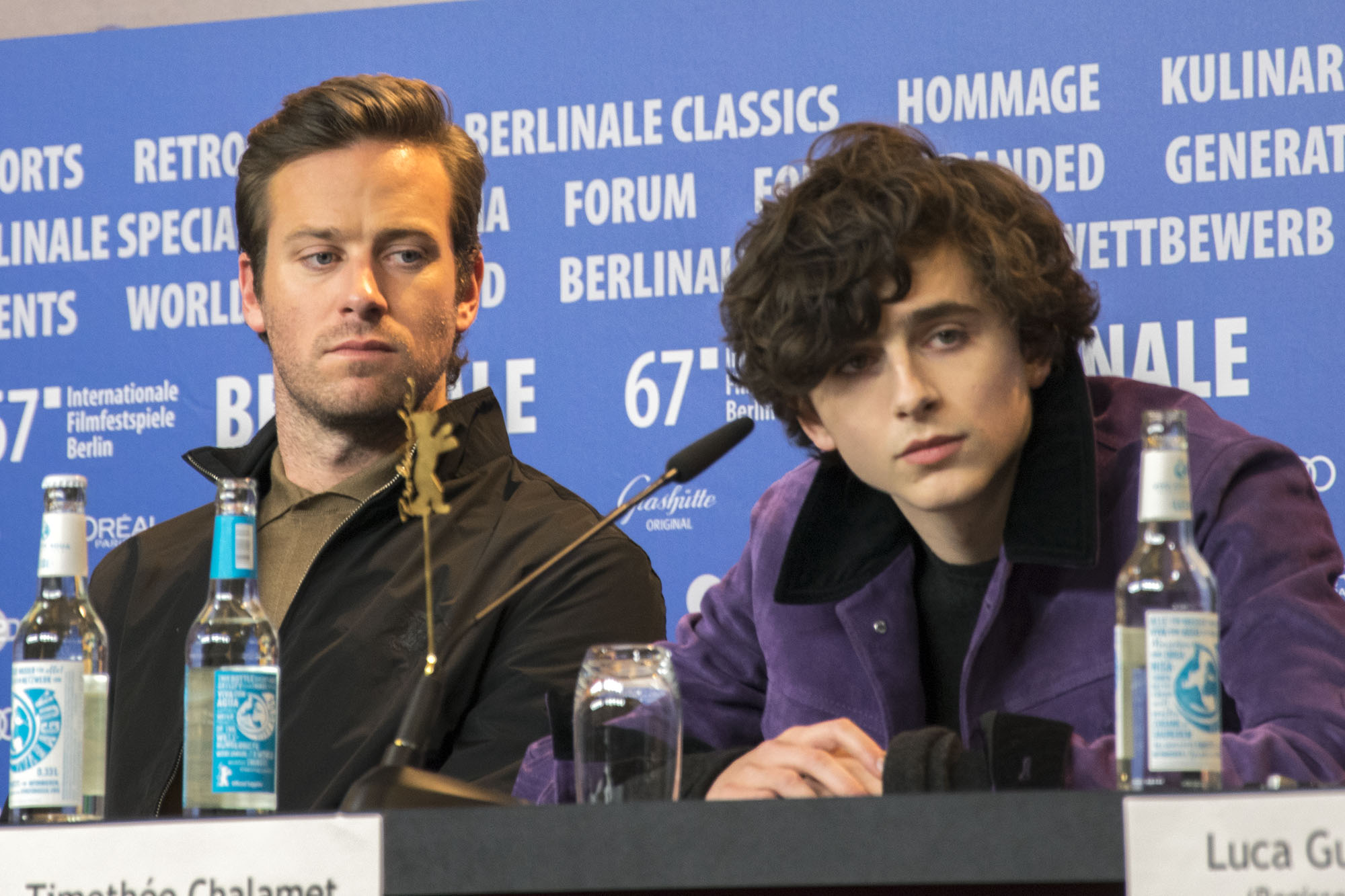
Armie Hammer und Timothée Chalamet bei einer Pressekonferenz im Rahmen der Berlinale 2017

Timothée Chalamet spielte den 17-jährigen Elio Perlman, nachdem Ivory ihm die Rolle bereits 2013 ohne Vorsprechen angeboten hatte. Er war dadurch schon sehr früh in das Projekt involviert. Für die Rolle des US-amerikanischen Studenten Oliver war zunächst Shia LaBeouf im Gespräch, er konnte Ivory auch bei einer Probelesung überzeugen, wurde aber schließlich aufgrund seiner privaten Probleme abgelehnt. Armie Hammer war als Oliver der Wunschkandidat von Guadagnino, der Hammer in seiner Rolle in The Social Network überzeugend fand und seiner Meinung nach das passende „Ivy-League“-Aussehen hatte. Hammers Agentur stand dem Filmprojekt skeptisch gegenüber, doch der Schauspieler ließ sich im Gespräch mit Guadagnino überzeugen. Hammer und Chalamet trafen sich erst kurz vor Beginn der Dreharbeiten, da es zuvor keine gemeinsamen Probeaufnahmen gab. Chalamet war bereits fünf Wochen vor Drehbeginn in Italien, um die Landessprache sowie die Instrumente Gitarre und Klavier zu erlernen.
Für die Rollen von Elios Eltern wurden mit Michael Stuhlbarg und Amira Casar zwei anerkannte Charakterdarsteller gewonnen. In den weiteren Nebenrollen spielen die Französinnen Esther Garrel als Marzia und Victoire Du Bois als Chiara. Kleinere Rollen wurden mit nicht-professionellen Darstellern besetzt. So hatte Vanda Capriolo, welche die Haushälterin Mafalda verkörpert, nie zuvor geschauspielert und wurde zufällig auf einem Fahrrad von der Casting Directorin des Films entdeckt. Ein Teil der Filmcrew ist auch in Komparsenrollen zu sehen, so spielt Filmeditor Walter Fasano etwa den DJ der Party. Der Autor der Romanvorlage, André Aciman, sowie der Filmproduzent Peter Spears haben im Film einen Cameo-Auftritt als schwules Liebespaar, das von Elio als „Sonny and Cher“ verspottet wird. Seinen Kurzauftritt in einem „lächerlichen Anzug“ fand Aciman „wirklich spaßig“, später äußerte er sich positiv über die Verfilmung und überrascht von der großen Aufmerksamkeit für seine Geschichte.

### Dreharbeiten

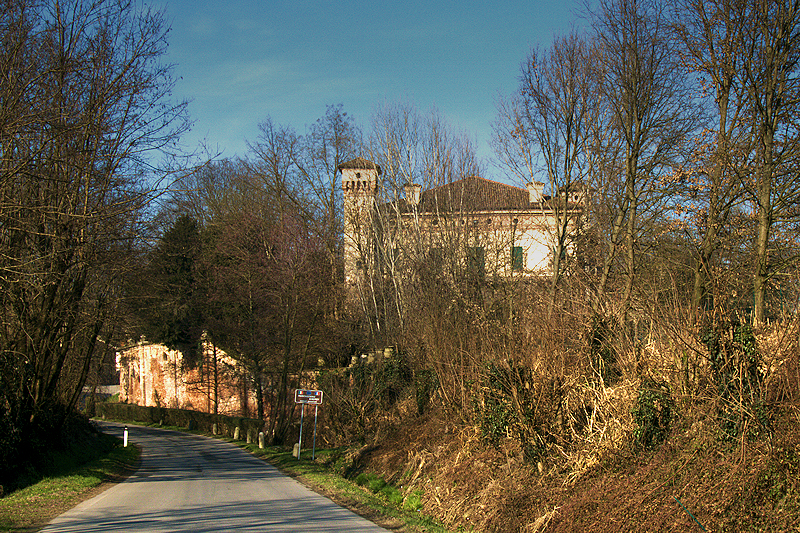
Villa Albergoni, die Filmvilla der Perlmans, im Jahr 2011

Als der Film nach jahrelanger Finanzierungssuche mithilfe mehrerer Produktionsfirmen aus aller Welt endlich produziert werden konnte, war das Budget mit rund 3,5 Millionen US-Dollar vergleichsweise niedrig bemessen. Guadagnino erklärte, er sei ein „Veteran von kleinen Filmen“, insofern sei das knappe Geld für ihn kein Problem gewesen, aber ein großer Teil von Besetzung und Filmcrew hätten aus Zuneigung zu dem Projekt unter ihrem eigentlichen Marktwert gearbeitet. Die Dreharbeiten fanden hauptsächlich im Mai und Juni 2016 in der lombardischen Stadt Crema und ihrer Umgebung statt. Guadagnino lebt selbst in Crema und bewohnt im zweiten Stock eines zentral gelegenen Palastes ein größeres Appartement. Im Roman war der Badeort Bordighera an der Riviera der zentrale Handlungsort, im Film verlegte Guadagnino diesen auf die Umgebung von Crema, mit der der Regisseur vertraut war und in der er überdies kostengünstiger drehen konnte. Die Schauspieler waren auch angewiesen, ebenfalls in Crema zu leben, um das Leben in einer Kleinstadt wie ihre Figuren zu absorbieren.
Guadagnino drehte den Film in chronologischer Reihenfolge, damit die Schauspieler sich mit ihren Figuren entwickeln konnten. Die Dreharbeiten fielen in eine für Italien außergewöhnlich regnerische Phase, von den 34 Drehtagen gab es an 28 Tagen starken Regen – dies war umso problematischer, da die Handlung in einem erhitzten, trockenen Sommer spielen sollte. Diese Illusion konnte der thailändische Kameramann Sayombhu Mukdeeprom durch Kunstlichter und geschickte Kamerapositionen trotzdem am Ende erzeugen. In seinem regnerischen Heimatland Thailand waren Probleme mit Starkregen beim Dreh an der Tagesordnung und er kannte dementsprechende Kameratricks. Eine weitere Besonderheit war, dass Guadagnino und Mukdeeprom den Film mit einem einzigen 35-mm-Objektiv drehten. Guadagnino ist ein Gegner der mittlerweile üblichen Digitalkameras, unter anderem da er Digitalfilme in ihrem Aussehen einförmig findet und gerade auch die Limitationen durch 35-mm für Lebhaftigkeit sorgen würden.
Als Haus der Perlmans fungierte die seit dem 16. Jahrhundert erbaute Villa Albergoni im Dorf Moscazzano nahe Crema. Guadagnino wollte die Villa zunächst selbst kaufen, konnte sie sich nicht leisten, hielt sie aber für perfekt für den Film. Die Villa habe einen „verblassten, aristokratischen Charme“, so als ob der Professor die Villa aus nostalgischen Gründen als Wohnsitz gewählt habe, sie aber nicht ganz in Stand halten könne. Guadagnino und die Setdekorateurin Violante Visconti, eine Großnichte von Luchino Visconti, richteten die Villa mit alten Gegenständen ihrer Familien ein. Gedreht wurde unter anderem auch in Bergamo, wohin Elio und Oliver ihre letzte Reise unternehmen, und der archäologische Tagesausflug wurde an den antiken Grotten des Catull am Gardasee inszeniert.
Call Me By Your Name sollte in seiner Inszenierung der 1980er-Jahre bewusst zurückhaltend und „unsichtbar“ wirken. Laut Guadagnino sind die meisten heute gedrehten Filme über die 1980er-Jahre eher historische Reflexionen, die „unsere Idee der 1980er-Jahre“ auf auffällige Weise abbilden. Als man für den Film verschiedene Fotoalben von Familien aus Crema gesichtet habe, sei ihnen etwa bewusst geworden, dass längst nicht jede Frau Schulterpolster und voluminöses Haar getragen habe, wie es heute häufig dargestellt werde. Die für die Kostüme verantwortliche Modedesignerin Giulia Piersanti setzte ebenfalls auf einen unaufdringlichen Stil, die Kostüme sollten laut ihr einen „Sinn von sorgloser adoleszenter Sensualität, Sommerhitze und sexuellem Erwachen“ erzeugen. Sie ließ sich von den Fotoalben ihrer Eltern, Eric-Rohmer-Filmen wie Pauline am Strand und speziell für Olivers Stil von den frühen Fotografien von Bruce Weber inspirieren, der das damalige Schönheitsideal junger amerikanischer Männer abbildete. Für Elios Outfits schneiderte Piersanti mehrere Kleidungsstücke ihres Ehemannes aus den 1980er-Jahren um.
Nach Angaben von Filmeditor Fasano war eine erste Rohfassung des Filmes etwa drei Stunden und 20 Minuten lang, die er dann in der Postproduktion mit Guadagnino um etwas über eine Stunde kürzte.

Film-Drehorte
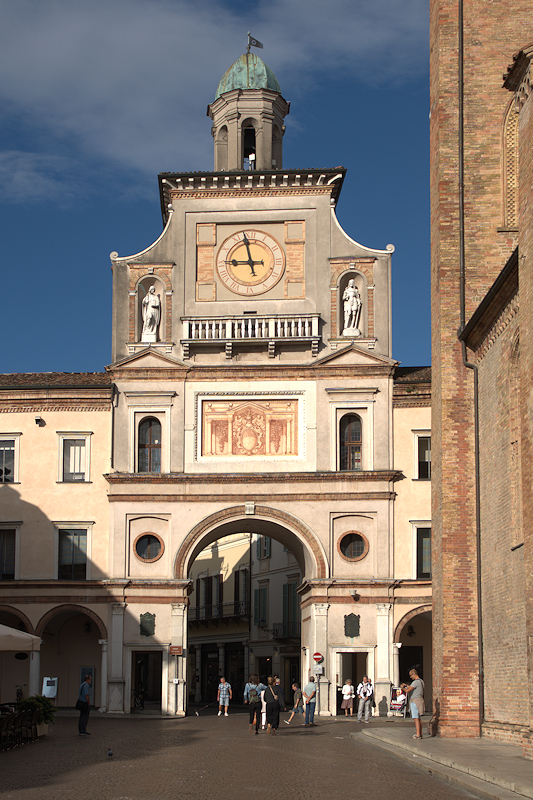
Der Arco del Torrazzo in Crema
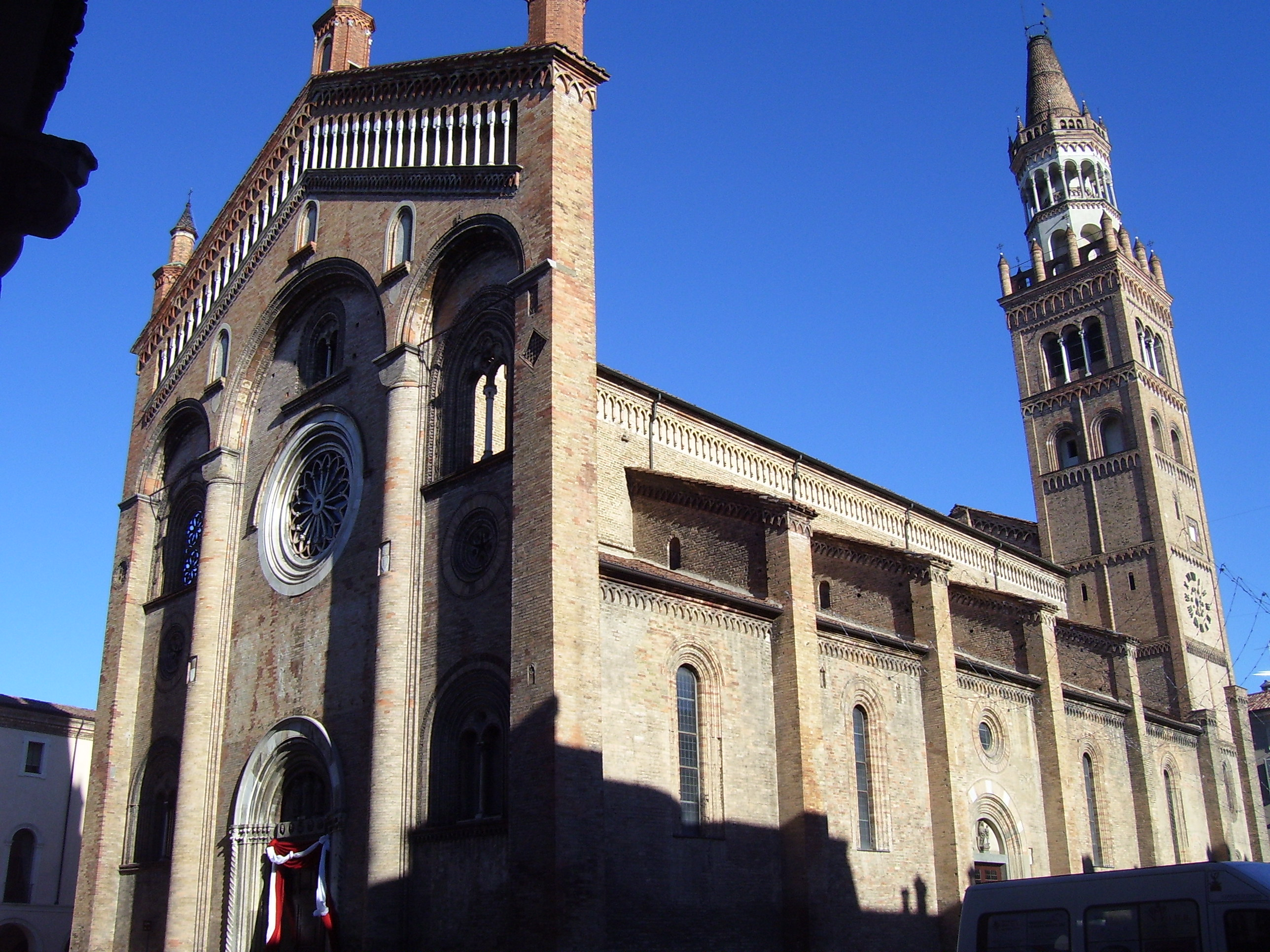
Die Kathedrale von Crema
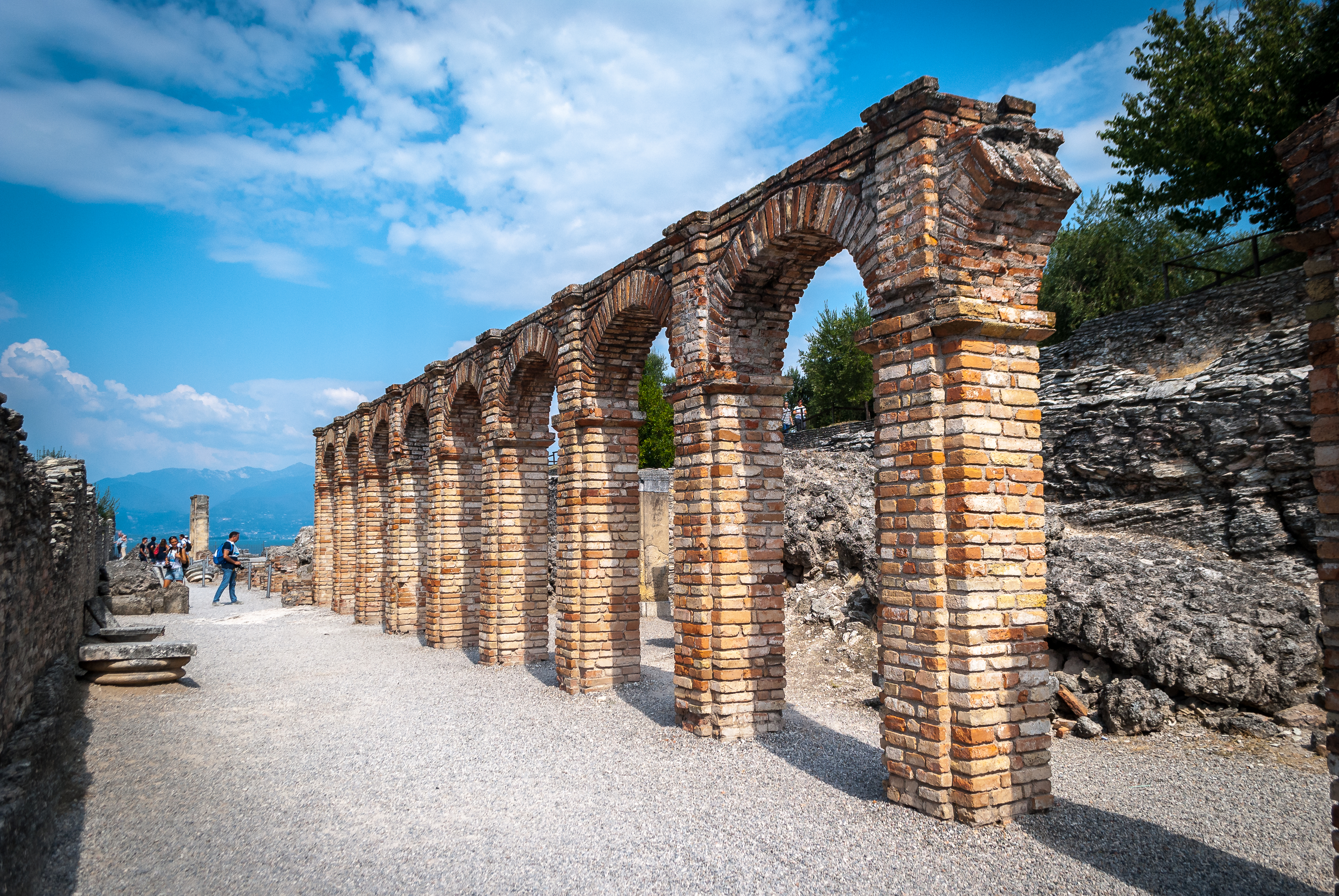
Die antiken Grotten des Catull
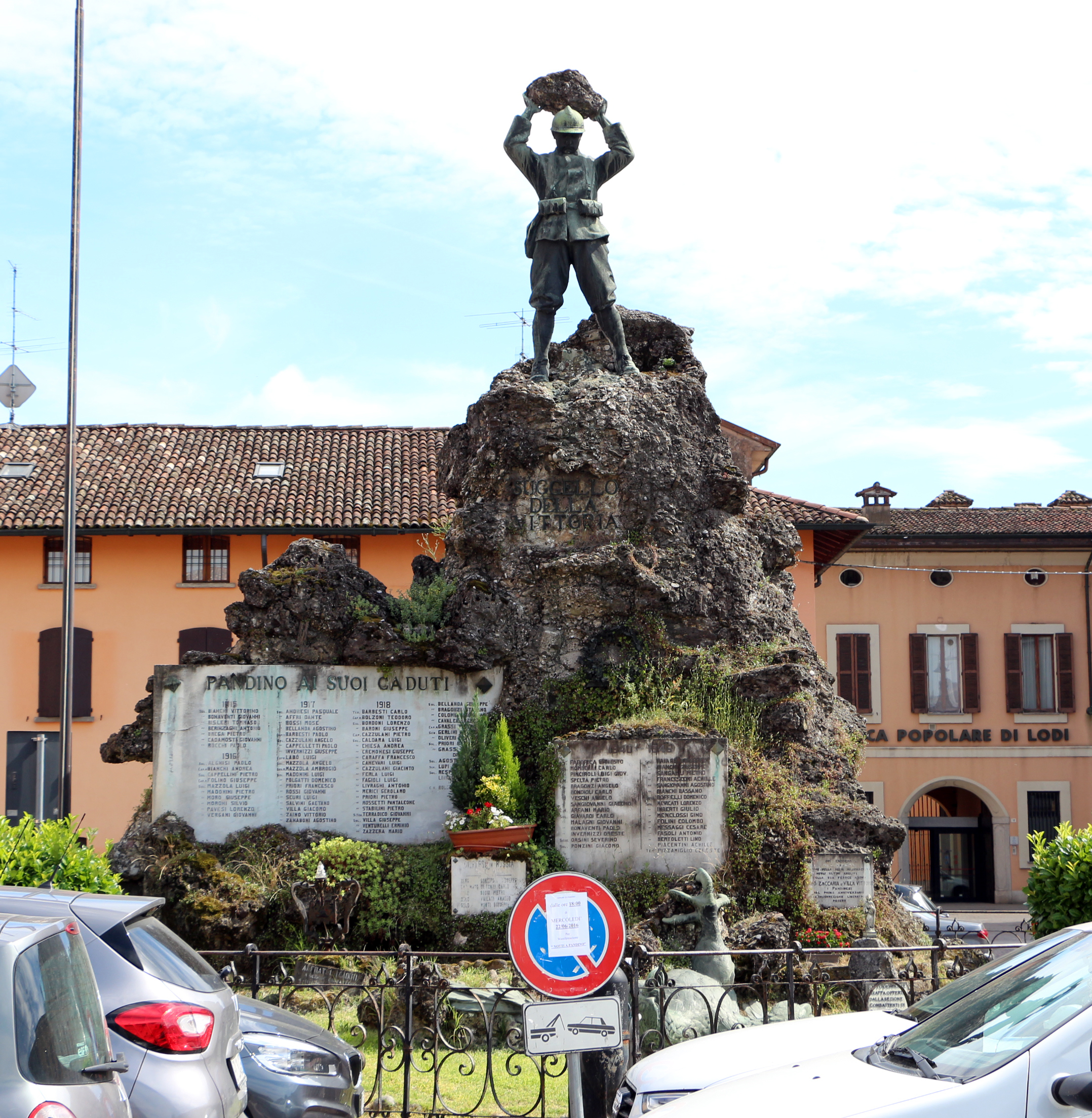
Kriegerdenkmal für die Piaveschlachten in Pandino
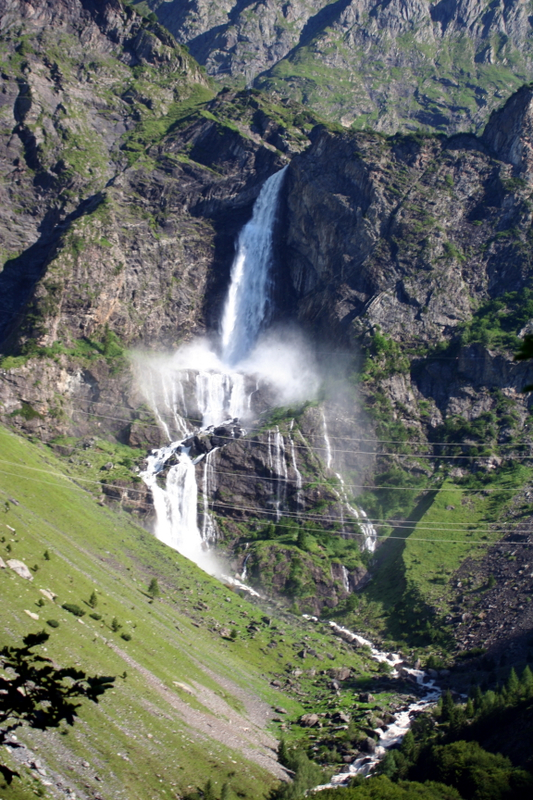
Gegend um den Cascate del Serio
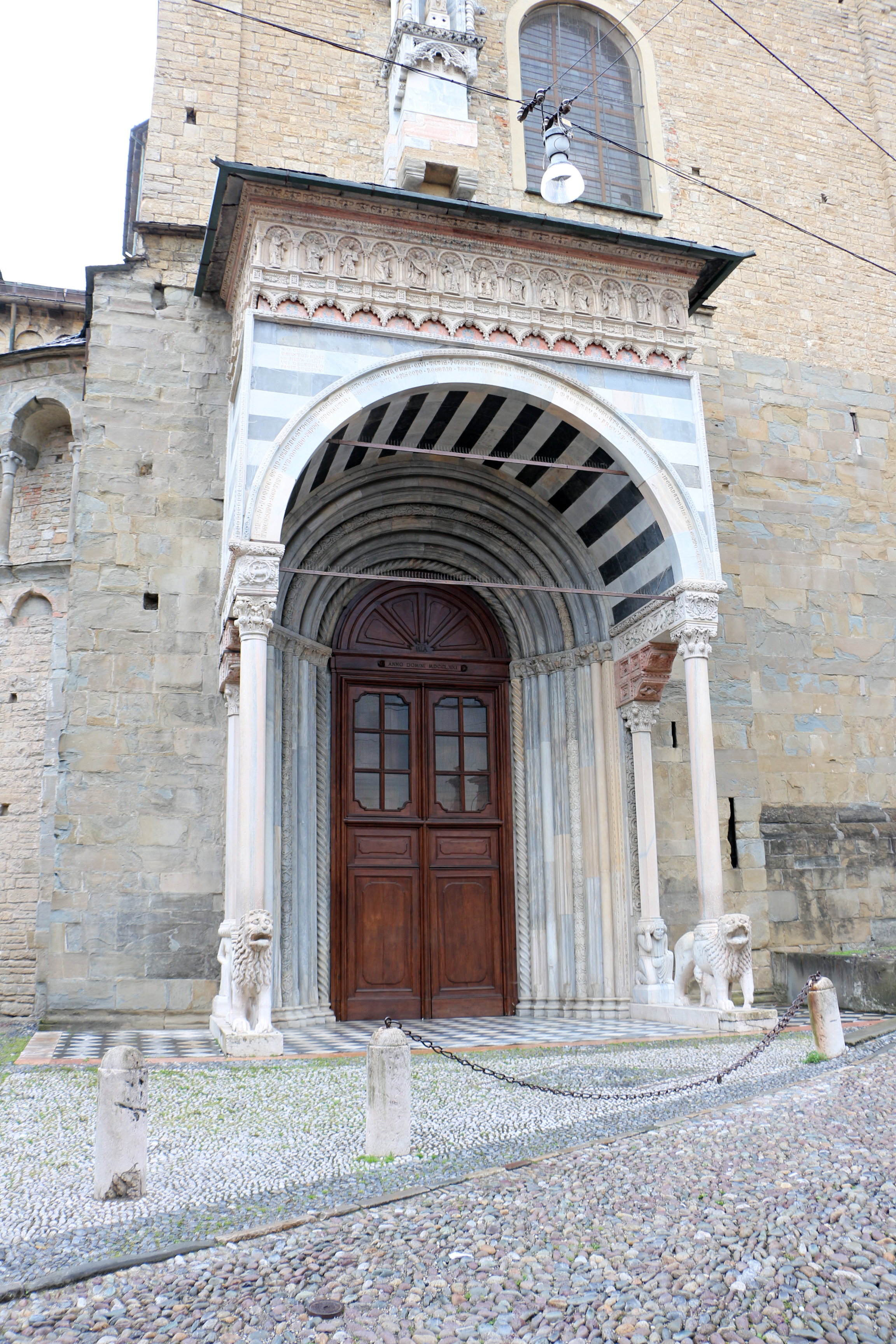
Das Südportal der Santa Maria Maggiore von Bergamo
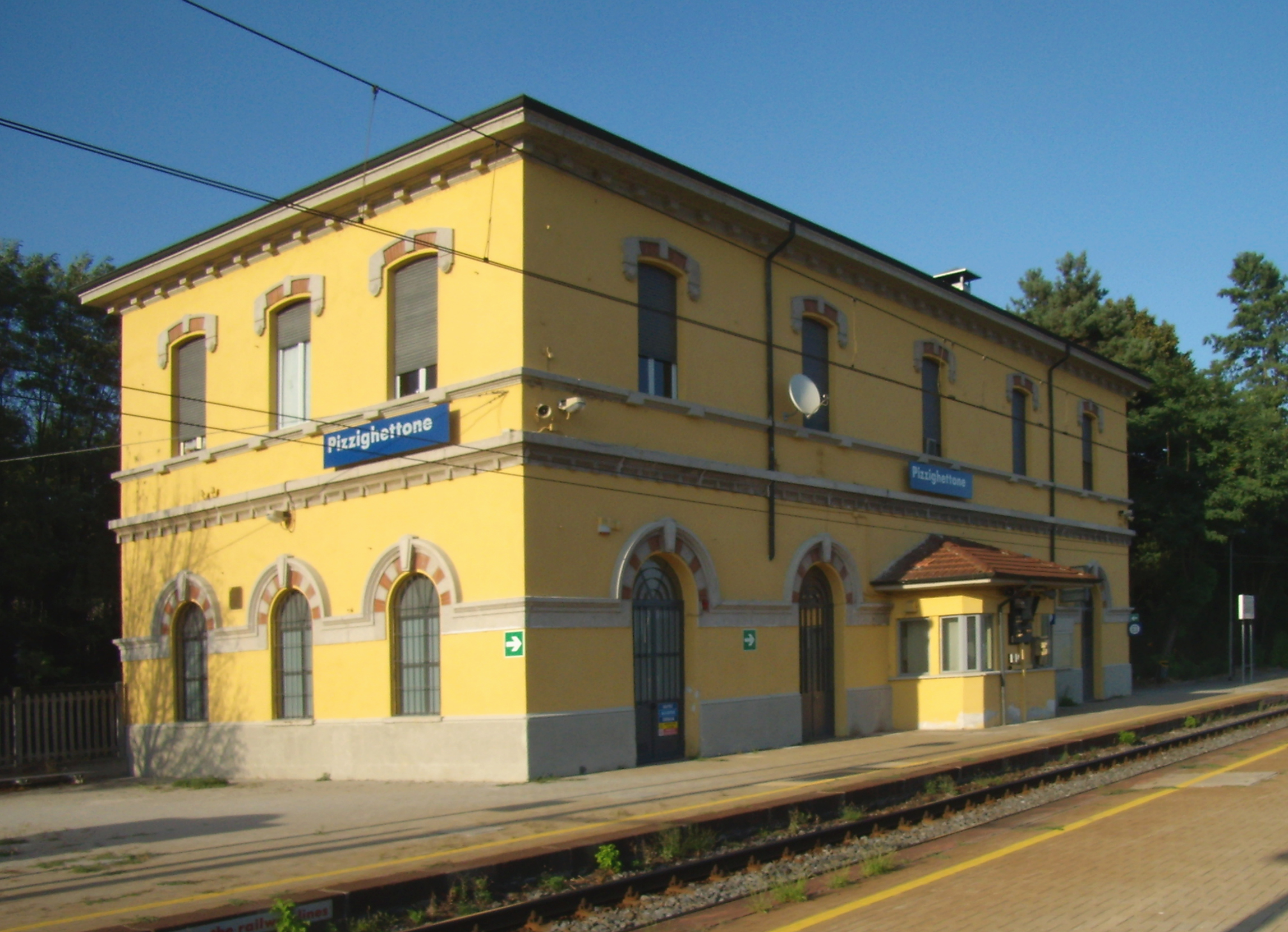
Bahnhof in Pizzighettone

### Filmmusik
Der US-amerikanische Singer-Songwriter und Multiinstrumentalist Sufjan Stevens steuerte mit Mystery of Love und Visions of Gideon zwei neue Songs und mit einer Neuaufnahme des Songs Futile Devices seines Albums The Age of Adz ein drittes Lied bei. Regisseur Luca Guadagnino hatte dem Singer-Songwriter für die neuen Songs freie Hand gelassen. Stevens sagte über die Zusammenarbeit, mit den Songs sollte er als eine Art Erzähler fungieren.
Guadagnino wählte die weiteren im Film vorkommenden Musikstücke persönlich aus. Der Soundtrack zum Film umfasst 17 Musikstücke, ist seit Anfang November 2017 als Download verfügbar und wurde am 17. November 2017 von Sony Classical als CD veröffentlicht. Enthalten sind sowohl Songs der frühen 1980er-Jahre als auch klassische Kompositionen. Der Soundtrack stieg am 10. November 2017 auf Platz 18 in die Soundtrack Albums Chart Top 50 im Vereinigten Königreich ein und erreichte dort am 24. November 2017 mit Platz 12 seine bislang höchste Notierung.

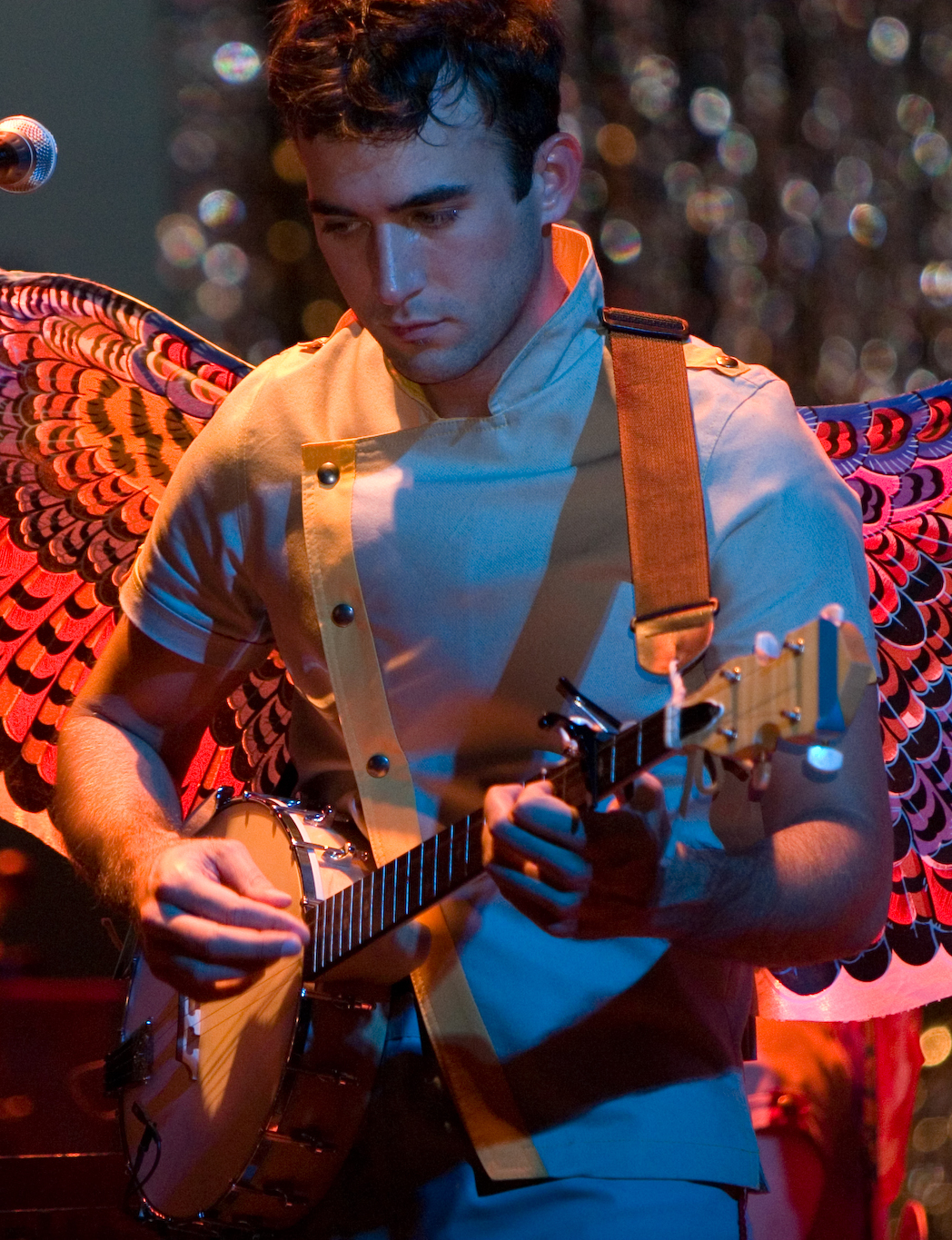
Sufjan Stevens (2006)

1. Hallelujah Junction (John Adams) – 7:09
2. M.A.Y. in the Backyard (Ryūichi Sakamoto) – 4:25
3. J’adore Venise (Loredana Bertè) – 4:15
4. Paris Latino (Bandolero) – 4:01
5. Sonatine bureaucratique (Erik Satie, interpretiert von Frank Glazer) – 3:44
6. Wachet auf, ruft uns die Stimme, BWV 140 (Johann Sebastian Bach, interpretiert von Alessio Bax) – 5:10
7. Lady Lady Lady (Joe Esposito, produziert von Giorgio Moroder) – 4:15
8. Une barque sur l’océan (Maurice Ravel, interpretiert von André Laplante) – 7:10
9. Futile Devices (Doveman Remix) (Sufjan Stevens) – 2:15
10. Germination (Ryūichi Sakamoto) – 2:09
11. Words (F. R. David) – 3:27
12. È la vita (Marco Armani) – 4:11
13. Mystery of Love (Sufjan Stevens) – 4:08
14. Radio Varsavia (Franco Battiato) – 4:07
15. Love My Way (The Psychedelic Furs) – 3:33
16. Le Jardin féerique (Maurice Ravel, interpretiert von Valéria Szervánszky und Ronald Cavaye) – 3:02
17. Visions of Gideon (Sufjan Stevens) – 4:07

### Veröffentlichung

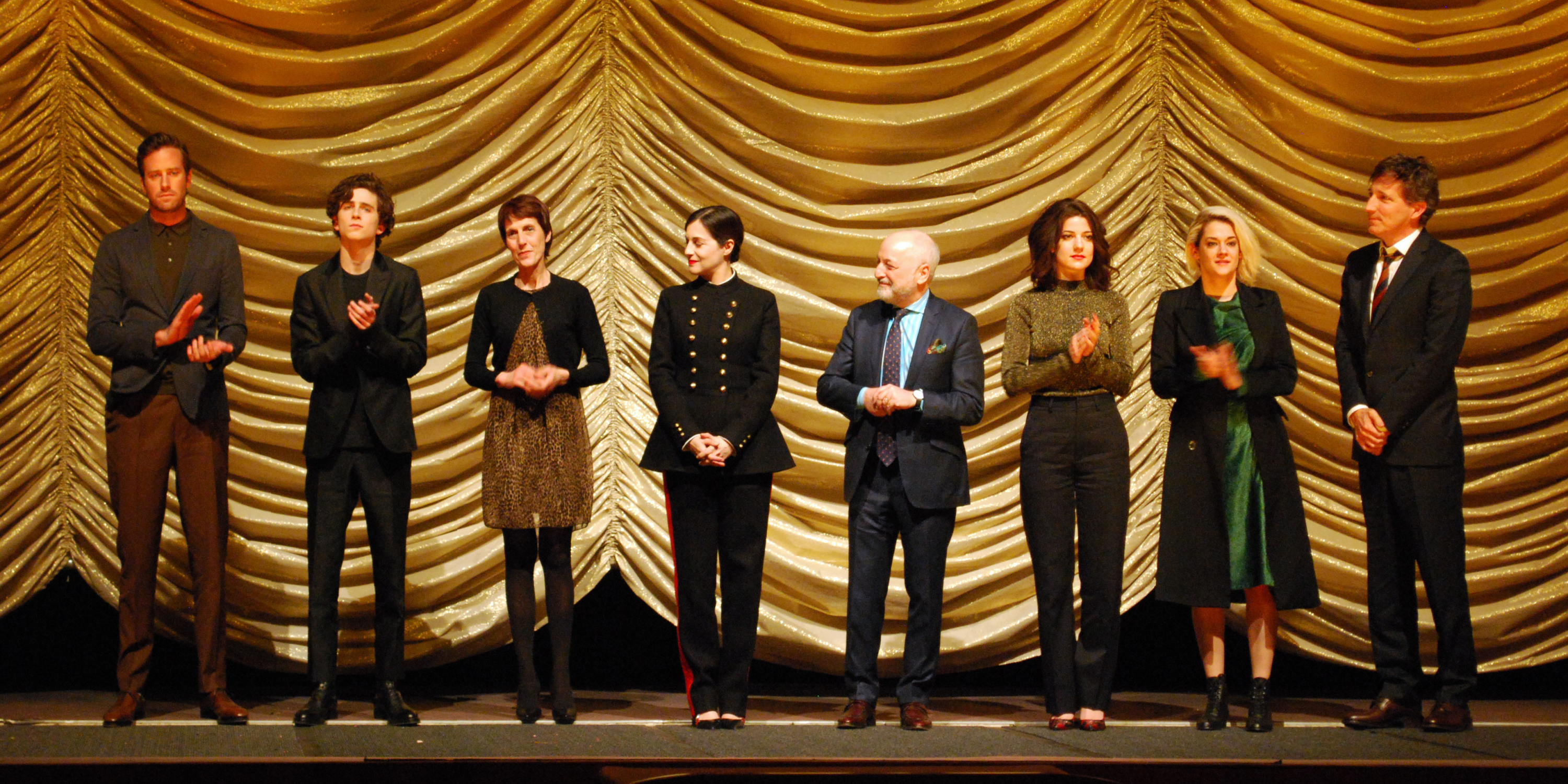
Darsteller, Romanautor und Produzent bei der Berlinale, Februar 2017

Frühzeitig hatte sich Sony Pictures Classics die weltweiten Verwertungsrechte für Call Me by Your Name gesichert. Der Film feierte am 22. Januar 2017 im Rahmen des Sundance Film Festivals seine Weltpremiere. Im Februar 2017 wurde der Film im Rahmen der Berlinale in der Sektion Panorama vorgestellt und wurde hier auch im Rahmen des Teddy Awards, einem eigenen Wettbewerb, gezeigt. Im Juni 2017 wurde der Film beim Sydney Film Festival gezeigt. Im September 2017 wurde er auf dem Toronto International Film Festival vorgestellt. Im September 2017 war er in einer Vorstellung beim San Sebastián International Film Festival zu sehen. Ende September und Anfang Oktober 2017 wurde der Film auf dem Zurich Film Festival vorgestellt, kurz darauf wurde er beim London Film Festival gezeigt. Am 24. November 2017 kam der Film in die US-amerikanischen Kinos. Der Kinostart in Deutschland und der deutschsprachigen Schweiz erfolgte am 1. März 2018.
Call Me by Your Name wurde im Abspann dem im Februar 2017 überraschend verstorbenen Schauspieler Bill Paxton gewidmet. Paxton war mit einem Teil der Produzenten und Luca Guadagnino befreundet und hatte die Dreharbeiten 2016 besucht.

## Synchronisation
Die deutsche Synchronfassung entstand nach einem Dialogbuch und der Dialogregie von Marc Boettcher im Auftrag der FFS Film- & Fernseh-Synchron, Berlin.
| Rolle                     | Schauspieler      | Dt. Synchronstimme  |
| ------------------------- | ----------------- | ------------------- |
| Oliver                    | Armie Hammer      | Sascha Rotermund    |
| Elio Perlman              | Timothée Chalamet | Marco Eßer          |
| Mr. Perlman               | Michael Stuhlbarg | Axel Malzacher      |
| Mrs. Annella Perlman      | Amira Casar       | Sanam Afrashteh     |
| Marzia                    | Esther Garrel     | Lydia Morgenstern   |
| Chiara                    | Victoire Du Bois  | Ramona Rockenhausen |
| Mafalda, Haushälterin     | Vanda Capriolo    | Ilka Teichmüller    |
| Mounir, Gast der Perlmans | André Aciman      | Matthias Klages     |
| Isaac, Gast der Perlmans  | Peter Spears      | Freimut Götsch      |

## Rezeption

### Altersfreigabe
In den USA erhielt der Film von der MPAA ein R-Rating, was einer Freigabe ab 17 Jahren entspricht. In Deutschland erhielt der Film die Altersfreigabe FSK 12. In der Freigabebegründung heißt es: „Die Geschichte um die Themen Erwachsenwerden und sexuelle Orientierung ist ruhig und einfühlsam, in sommerlich heller Atmosphäre erzählt. Die Inszenierung lässt viel Raum für die eigene Reflexion des Geschehens, und auch sehr junge Zuschauer finden emotionalen Halt in der harmonisch-liebevollen Charakterisierung des Miteinanders der Protagonisten sowie der Beziehung der Eltern zu ihrem Sohn.“

### Kritiken

#### International
Der Film konnte bislang 94 Prozent der Kritiker bei dem US-amerikanischen Kritikerportal Rotten Tomatoes überzeugen und erhielt hierbei eine durchschnittliche Bewertung von 8,7 der möglichen 10 Punkte. Im Rahmen der Golden Tomato Awards des Jahres 2017 ging der Film als Sieger in der Kategorie Best Limited Release hervor. Bei Metacritic hat der Filme eine hohe Wertung von 93 von 100 Punkten.
Direkt von der Premiere auf dem Sundance Film Festival beschrieb die Filmwissenschaftlerin B. Ruby Rich im Film Quarterly ihre Eindrücke: Wie schon in seinen vorherigen Filmen erschaffe Guadagnino ganze „Landschaften beherrscht von Lust“, die Natur selbst gehe bei ihm ein Zusammenspiel mit der Erotik seiner Protagonisten ein. Die Filmhandlung sei wie eine unwahrscheinliche „Wunscherfüllung“, was aber zugleich die Faszination des Filmes ausmache: er sei „so erhaben wie ein Rohmer-Idyll, so lustvoll wie irgendeine Bertolucci-Fantasie und so atmosphärisch wie, sagen wir, Ivorys eigenes Maurice“. Peter Debruge von Variety sagt, Luca Guadagnino schaffe es im Film, dem Sommer, der Elios Leben verändern soll, eine solche Intensität einzuhauchen, dass man glaubt, diesen aus erster Hand zu erleben. Richard Lawson von Vanity Fair urteilte, Guadagnino verleihe dem Film die verblasste Lebendigkeit einer alten Postkarte, in der es eine Sanftmut und eine Stille gebe, die all die intensiven Gefühlswallungen zwischen Elio und Oliver abmilderten. Lawson erklärt, Call Me by Your Name sei ein vorzüglich aufgebauter Film, mit grandiosen schauspielerischen Leistungen und mit einer perfekten Filmmusik. Der Film vermittele das für Teenager typische Gefühl, in einer Welt zwischen Familienleben und blühender Sexualität zu leben.
Rex Reed bezeichnete den Film als „Meisterwerk von subtilen Emotionen, intensiver Sinnlichkeit und atemberaubender Schönheit.“ Besonders herzzerreißend seien die Momente, in denen sich die beiden Hauptfiguren erlauben würden, sich näher zu kommen, sowie die Rede am Filmende von Elios Vater, der in einer „titanenhafte, aber zurückhaltende Darstellung“ von Michael Stuhlbarg sei. Für Gregory Ellwood vom The Playlist gab Armie Hammer im Film die Vorstellung seiner Filmkarriere. An der Oberfläche wirke Oliver selbstbewusst, so Ellwood, aber Hammer gebe der Rolle Tiefe, die nur schwer vorstellbar durch das Drehbuch vorgegeben gewesen sein kann. Jon Frosch vom Hollywood Reporter hob vor allem Chalamets Leistung als „Darstellung des Jahres“ hervor. Sein komplexes Schauspiel zeige sich beispielhaft in der Szene, in der er Oliver beim Tanzen beobachte. Er trage den Zuschauer in die „aufgewühlten Tiefen – die Lust und das Verlangen, den Selbsthass, den blitzschnellen Intellekt und die bleibende Güte – unter Elios ruhigem Gesicht.“
Die bekannte Kritikerin Molly Haskell schrieb im Film Comment über ihren Eindruck vom Film:
„Call Me By Your Name ist einladend herzlicher und weniger barock als die vorherigen Filme des Regisseurs, und entwirft kunstvoll sowohl die Müdigkeit einer Sommersstimmung, in der sich Zeit in Langeweile erstreckt, als auch das gleichzeitige Gefühl von ablaufender Zeit, der Möglichkeit von verpassten Chancen, die wie überreife Früchte am Ende eines Zweiges hängen.“
Zu den kritischen Stimmen zählte Armond White im Magazin Out, der Film wirke in seiner „introvertierten“ Darstellung der homosexuellen Liebesgeschichte „regressiv“ und sei eine „super-bourgeoise Fantasie“, die romantische Bedürfnisse queerer Menschen schön verpacke und verfälsche. Jonathan Romney im Film Comment lobte einerseits, dass der Film „sehr elegant in jeglicher Hinsicht, reich an anmutigen Momenten und großartig geschauspielert“ sei. Die „ästhetische Perfektion“ des Filmes sei aber auch seine größte Schwäche, da sie nicht mit der „emotionalen Aufladung“ des Stoffes zusammenpasse: „(…) die Schönheit und intellektuelle Perfektion der Charaktere ist so vollendet, dass ich nicht glauben konnte, dass diese Menschen wirklich Genitalien haben – dass sie jemals schwitzen oder sich Sonnenbrand holen können.“ J.R. Jones vom Chicago Reader fand es hingegen „befreiend“, dass Guadagnino nicht nur eine Welt von Wohlstand, sondern auch von Kultur zeige. Der Film sei „reich an Bezügen“ und spiele in einem „mühelos authentischen Milieu, in dem die richtige Piano-Interpretation einer Bach-Kantate in Wichtigkeit neben dem Spaß eines Tanzes zu den Psychedelic Furs rangiert.“

#### Deutschsprachiger Raum
Thomas Abeltshauser von der Berliner Morgenpost spricht bei Call Me by Your Name vom vielleicht sinnlichsten Film der 67. Berlinale und sagt über den Regisseur: „Er hat ein außergewöhnliches Gespür dafür, zu observieren, was wir alle vom Leben wollen. Allein die Szene, in der Elios Vater Montaigne zitiert, um mit seinem Sohn über dessen besondere Freundschaft zu Oliver zu sprechen, ist ein solch authentischer und berührender Moment, dass er bald ähnlich zum Kanon des queeren Kinos werden dürfte wie vor gut zehn Jahren Brokeback Mountain.“ Auch Annett Scheffel in der Süddeutsche Zeitung schrieb, die Szene zwischen Vater und Sohn sei vielleicht die „rührendste und aufrichtigste“, die man in diesem Jahr auf der Kinoleinwand sehen würde. Das Besondere sei, dass der Film sich über eine Stunde bis zu den ersten Körperlichkeiten Zeit lasse, was zu der Trägheit des mediterranen Sommers passe. Der Film könne dadurch Zwischentöne entwickeln und zu einem „Meisterwerk der Feinfühligkeit“ werden. Besonders Timothée Chalamet überzeuge „mit der stummen Wildheit seiner Darstellung“.
Hannah Pilarczyk von Spiegel Online fühlte sich genötigt, ihre Filmkritik in der Ich-Form zu verfassen, „denn der Film hat sich in seiner Sinnlichkeit so sehr in mein Gedächtnis eingebrannt, dass ich das Gefühl habe, den Sommer von Elio und Oliver selber erlebt zu haben. Auch ich erinnere mich an alles.“ Die Zutaten dafür seien offensichtlich, denn Guadagnino habe einen „mitteleuropäischen, bildungsbürgerlichen Wunschtraum vom perfekten Sommer“ entworfen, der „trotzdem nicht kalkuliert“ wirke. Der „Naturalismus“ im Drehbuch, das „durchlässig und flirrend geworden“ sei, finde seine „Entsprechung im Spiel von Timothée Chalamet“, der seine Figur außergewöhnlich natürlich darstelle. Laut Verena Lueken von der FAZ verhindere die „Lakonie“, die Aciman und Ivory in die Verhältnisse legen würden, „jede Sentimentalität“. Trotz ernster Dinge wie der Jugend und der Liebe sei der Film „schwerelos“, „fließend in jeder Hinsicht, vorläufig und auch für die Ewigkeit gefühlt und dann doch auf ein Ende zulaufend, das schmerzt, weil es für Elio, eine der Hauptfiguren, das erste Ende überhaupt ist.“ Johannes Bluth von der Taz schrieb, man werde „förmlich in den Film hineingesogen“, der Film sei „übervoll mit Schönheit, mit Sinnlichkeit, mit Erotik“, ohne dass diese nur „Schauwerte“ seien. Guadagninos Bildsprache sei „nicht kompliziert, in gewisser Weise ist seine Einfachheit, seine Simplizität das Alleinstellungsmerkmal“, er nutze die „Umgebung als Tableau für Elios sich entfaltende Gefühlswelt“. Die „Fähigkeit zur Dezenz, zur sinnhaften, maßvollen Sinnlichkeit“ mache den Film „modisch“.
Daniel Krüger vom Musikexpress meint, was Regisseur Luca Guadagnino um diese eigentlich simple Prämisse herum aufbaut, sei unverschämt gutes Indie-Kino: „Call Me By Your Name badet nicht in Klischees, was auch daran liegt, dass seine Charaktere allesamt hoch gebildet sind. Statt Plattitüden folgen also interessante Gespräche über Kunst, die eigenen Körper und die Probleme, die die Liebe zwischen den Männern hervorrufen kann.“ Auch der Filmkritiker Wolfgang M. Schmitt äußerte in seiner Videobesprechung des Filmes, dass es angenehm sei, intelligente Figuren im Kino zu erleben, und man als Zuschauer in dieser Filmwelt leben wolle, was Filmen nur selten gelänge. Die weiblichen Charaktere des Filmes seien zwar nur Nebenfiguren, aber auch sie erhielten Tiefe. Das Erstaunliche des Filmes sei, dass er die Liebe nicht wie so häufig relativiere, sondern „vollkommen ernst nehme in ihrer Radikalität“ – der Erfolg des Stoffes sei wohl auch darin begründet, dass die Menschen in der Gegenwart von Dating-Apps wieder Sehnsucht nach aufrichtiger Liebe, Zweisamkeit und Unmittelbarkeit verspürten.
Marius Nobach schrieb für den Filmdienst, der Film sei „zuallererst ein außergewöhnliches Jugendlichen-Porträt“, das ohne stereotype Zuschreibungen wie häufig im amerikanischen Jugendfilm auskomme. Das Beste von zwei Regisseuren finde sich in diesem Film: Der „tastend-dezente Blick auf das Geschehen“ und das „scheue Staunen der amerikanischen Charaktere über die europäische Kulturfülle“ erinnerten an Ivorys Literaturverfilmungen, Guadagnino füge dem eine „dynamische Inszenierung der Räume hinzu, in der jede Bewegung der Protagonisten ihrer Charakterisierung dient.“ Wie bereits in seinen vorigen Filmen etabliere er ein dichtes System aus Andeutungen und verhüllten Anziehungskräften. Die entspannt erzählte Annäherung der Hauptfiguren entwickele sich folgerichtig, sodass der „hervorragend interpretierte Film“ in seiner „Einlassung auf Sehnsucht und Vergänglichkeit weit über die Erzählung von erwachender Sexualität und homosexueller Romanze“ hinausgehe.

### Einsatz im Schulunterricht
Das Onlineportal kinofenster.de empfiehlt Call Me by Your Name für die Unterrichtsfächer Englisch, Kunst, Ethik, Philosophie, Italienisch und Deutsch und bietet Materialien zum Film für den Unterricht. Dort schreibt Jan-Philipp Kohlmann, mit seinen malerischen Schauplätzen, der sonnigen Farbgebung und den eleganten Kamerafahrten schwelge der Film in Schönheit, betone aber auch, dass sie stets vergänglich ist. Gerade in dieser Hinsicht liefere eine Filmanalyse zahlreiche Anknüpfungspunkte für den Oberstufenunterricht in Kunst, Deutsch oder Englisch. Dabei solle beachtet werden, wie die Mise en Scène des Films die zögerliche Annäherung zwischen Elio und dem älteren Oliver einfängt, so Kohlmann weiter: „ein kontrastreicher Vergleich zu Thomas Manns Tod in Venedig würde sich anbieten.“ Die Motive Schönheit, Begehren und Vergänglichkeit zögen sich durch die gesamte Kunstgeschichte, und so setze der Film bewusste Bezüge zu vergangenen Epochen. Zudem böten Geschlecht und der Altersunterschied der Liebenden einen guten Diskussionseinstieg für den Begriff der Liebe in Ethik oder Philosophie, so Kohlmann. Im Frühjahr 2019 wurde der Film im Rahmen der SchulKinoWochen in Nordrhein-Westfalen vorgestellt.

### Publikumswirkung
Call Me by Your Name eröffnete in den USA am verlängerten Thanksgiving-Wochenende mit 412.932 US-Dollar in nur vier Kinos, was bezogen auf die durchschnittlichen Einnahmen pro Kino ein außergewöhnlich gutes Ergebnis darstellte. Die gesamten weltweiten Einnahmen aus Kinovorführungen belaufen sich auf 41,9 Millionen US-Dollar. In Deutschland verzeichnete der Film letztlich rund 210.000 Besucher. Der Film war, auch im Angesicht seines niedrigen Budgets, ein kommerzieller Erfolg, wenngleich in absoluten Einnahmezahlen einer der weniger zugkräftigen Oscar-Favoriten des Jahres.
Der Film erwarb sich im Internet eine international vernetzte Fangemeinschaft. Besonders in den USA, in denen die Schutzalter für Geschlechtsverkehr recht hoch liegen, sorgte der Altersunterschied zwischen den Hauptfiguren aber auch für Kontroversen. Der schwule Aktivist und Fernsehmoderator Karamo Brown kritisierte, der Film glorifiziere sexuelle Angriffe auf Minderjährige. Armie Hammer und der konservative Schauspieler James Woods gerieten auf Twitter in einen Streit. Hammer verteidigte, dass in Italien das Schutzalter bei 14 Jahre liege und in dem Film die Beziehung von der jüngeren Person ausgehe.

### Auszeichnungen
Call Me by Your Name erhielt insgesamt rund 70 Filmpreise sowie 200 weitere Nominierungen. Bei der Oscarverleihung 2018 war der Film in vier Kategorien nominiert, wobei James Ivory in der Kategorie Bestes adaptiertes Drehbuch ausgezeichnet wurde. Mit 89 Jahren wurde er dadurch zum bisher ältesten Oscarpreisträger im Wettbewerb. Gleichzeitig war Chalamet der jüngste Schauspieler seit fast 80 Jahren, der für den Oscar als Bester Hauptdarsteller nominiert wurde. Im Folgenden eine Auswahl der Auszeichnungen:
American Film Institute Awards 2018
- Aufnahme in die Top 10 der Filme des Jahres 2017[98]

British Academy Film Awards 2018
- Nominierung als Bester Film (Emilie Georges, Luca Guadagnino, Marco Morabito und Peter Spears)
- Nominierung für die Beste Regie (Luca Guadagnino)
- Auszeichnung für das Beste adaptierte Drehbuch (James Ivory)
- Nominierung als Bester Hauptdarsteller (Timothée Chalamet)[99]

Critics’ Choice Movie Awards 2018
- Nominierung als Bester Film
- Nominierung für die Beste Regie (Luca Guadagnino)
- Nominierung für das Beste adaptierte Drehbuch (James Ivory)
- Nominierung für die Beste Kamera (Sayombhu Mukdeeprom)
- Nominierung als Bester Hauptdarsteller (Timothée Chalamet)
- Nominierung als Bester Nebendarsteller (Armie Hammer)
- Nominierung als Bester Nebendarsteller (Michael Stuhlbarg)
- Nominierung für das Beste Lied (Mystery of Love, Sufjan Stevens)[100]

Europäischer Filmpreis 2018
- Auszeichnung mit dem Publikumspreis (Luca Guadagnino)[101]

Golden Globe Awards 2018
- Nominierung als Bestes Filmdrama
- Nominierung als Bester Hauptdarsteller (Timothée Chalamet)
- Nominierung als Bester Nebendarsteller (Armie Hammer)

Gotham Awards 2017
- Auszeichnung als Bester Film
- Auszeichnung als Bester Nachwuchsdarsteller (Timothée Chalamet)
- Nominierung für das Beste Drehbuch (James Ivory)
- Nominierung für den Publikumspreis[102][103]

Grammy Awards 2019
- Nominierung als Best Compilation Soundtrack For Visual Media
- Nominierung als Best Song Written For Visual Media (Mystery of Love, Sufjan Stevens)

Independent Spirit Awards 2018
- Nominierung als Bester Film
- Nominierung für die Beste Regie (Luca Guadagnino)
- Nominierung für den Besten Schnitt (Walter Fasano)
- Auszeichnung für die Beste Kamera (Sayombhu Mukdeeprom)
- Auszeichnung als Bester Hauptdarsteller (Timothée Chalamet)
- Nominierung als Bester Nebendarsteller (Armie Hammer)[104][105]

Los Angeles Film Critics Association Awards 2017
- Auszeichnung als Bester Film
- Auszeichnung für die Beste Regie (Luca Guadagnino, geteilt mit Guillermo del Toro für Shape of Water – Das Flüstern des Wassers)
- Auszeichnung als Bester Hauptdarsteller (Timothée Chalamet)[106]

National Board of Review Awards 2017
- Auszeichnung als Bester Nachwuchsdarsteller (Timothée Chalamet)
- Aufnahme in die Top 10 der Filme des Jahres 2017[107]

New York Film Critics Circle Awards 2017
- Auszeichnung als Bester Hauptdarsteller (Timothée Chalamet)[108]

Oscarverleihung 2018
- Auszeichnung für das Beste adaptierte Drehbuch (James Ivory)
- Nominierung als Bester Film (Peter Spears, Luca Guadagnino, Emilie Georges und Marco Morabito)
- Nominierung als Bester Hauptdarsteller (Timothée Chalamet)
- Nominierung für den Besten Filmsong (Mystery of Love – Musik und Text: Sufjan Stevens)

Producers Guild of America Awards 2018
- Nominierung als Bester Film (Emilie Georges, Luca Guadagnino, Marco Morabito und Peter Spears)[109]

San Sebastián International Film Festival 2017
- Nominierung als Bester Film für den Sebastiane Award (Luca Guadagnino)[110]

Satellite Awards 2017
- Auszeichnung als Bester Film
- Nominierung für das Beste adaptierte Drehbuch (James Ivory)
- Nominierung als Bester Nebendarsteller (Armie Hammer)[111]

Screen Actors Guild Awards 2018
- Nominierung als Bester Hauptdarsteller (Timothée Chalamet)[112]

Sydney Film Festival 2017
- Zweitplatzierter bei der Wahl zum Publikumspreis (Luca Guadagnino)

Toronto International Film Festival 2017
- Drittplatzierter bei der Wahl zum Publikumspreis (Luca Guadagnino)[113]

USC Scripter Awards 2018
- Auszeichnung für das Beste Filmdrehbuch (André Aciman und James Ivory)

Writers Guild of America Awards 2018
- Auszeichnung für das Beste adaptierte Drehbuch (James Ivory)[114]

## Pläne für eine mögliche Fortsetzung

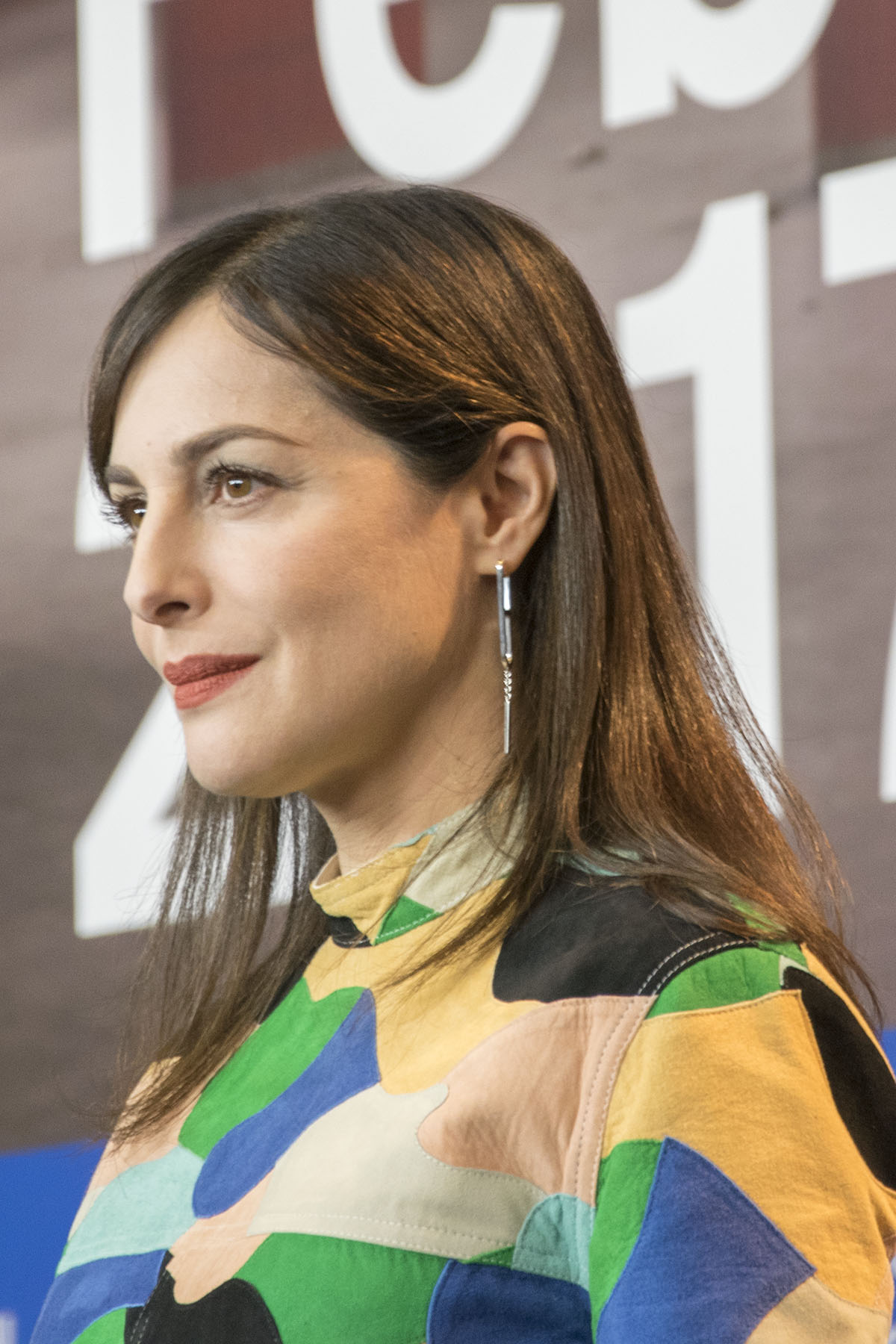
Amira Casar spielt Mrs. Annella Perlman

Im Oktober 2017 äußerte sich der Regisseur Luca Guadagnino am Rande des London Film Festivals über Pläne für eine mögliche Fortsetzung von Call Me by Your Name. Hauptbeweggrund dafür sei die exzellente Zusammenarbeit mit den Schauspielern Timothée Chalamet, Armie Hammer, Michael Stuhlbarg, Amira Casar und Esther Garrel. Guadagnino überlegte, dass der Film einige Jahre nach Elios und Olivers erster Begegnung spielen und die Charaktere in ihrer Entwicklung verfolgen könne, und benannte François Truffauts Antoine-Doinel-Zyklus oder Richard Linklaters Before-Filme als potenzielle Vorbilder.
Andre Aciman schrieb nach dem Erfolg des Films den Roman Find Me, der im Oktober 2019 zunächst in englischer Sprache und im Juli 2020 auch auf Deutsch erschien. Der Roman verfolgt das Leben der Romanfiguren weiter, ist aber laut dem Schriftsteller keine Fortsetzung im engeren Sinne. Acimans Find Me könnte die Basis für einen möglichen zweiten Film bilden. Im April 2020 äußerte Guadagnino, dass er Ideen für eine Fortsetzung habe, bisher aber noch kein Drehbuch vorhanden sei.